# Uteriporus vulgaris
Uteriporus vulgaris är en plattmaskart som beskrevs av Bergendahl 1890. Uteriporus vulgaris ingår i släktet Uteriporus, och familjen Uteriporidae. Arten är reproducerande i Sverige.